# 日生あつみ薬品
日生あつみ薬品株式会社（にっせいあつみやくひん）は、静岡県静岡市中島755 に本社を置く、医薬品・医療機器・医療用検査試薬・一般用医薬品等の卸売販売をおこなう企業であった。現在は、アルフレッサグループの「シーエス薬品」である。前身は「木村商店」・「伊藤商店」・「八木専」・「寺田商店」の4社が合併し設立した「日生薬品株式会社」である。

## 概要
- 代表取締役社長　　木俣正太郎
- 資本金 5,000万円

## 沿史
- 昭和38年6月資本金5,000万円で静岡市の「日生薬品」と浜松市の「あつみ薬品」と合併して「日生あつみ薬品株式会社」を設立
- 昭和63年4月「日生あつみ薬品株式会社」と「市川薬品」が合併して「株式会社サンアイ」に商号変更

## 県外大型卸の静岡進出
- 昭和21年、医薬品最大手の「スズケン」が第一号の県外営業所を静岡県浜松市に「ススゲン・浜松営業所」設立し、今日の日本一の問屋になる広域卸の第一歩を踏み出した。その後「スズケン・静岡営業所」開設し、愛知県の「中北薬品・静岡営業所」・「小林大薬房・静岡営業所」も相次いで開設された。

## 大株主
- 渥美薬局　22.2％
- 伊藤建物9.72％

## 営業所
- 静岡県:静岡市・浜松市 ・三島市・豊橋市・藤枝市・清水市・掛川市・富士市

## 主な取引メーカー
- 三共
- 第一製薬
- 山之内製薬
- 武田薬品